# Renuzit
Renuzit — американский бренд освежителей воздуха, производимых компанией Henkel North American Consumer Goods. Бренд Renuzit в своё время также включал в себя пятновыводитель и очиститель на основе растворителя.

## История
Чистящая жидкость Renuzit первоначально производилась компанией Radbill Oil Co. из Филадельфии. Незадолго до начала 1947 года компания была переименована в Renuzit Home Products Company. В 1969 году компания Renuzit Home Products была приобретена компанией Drackett — дочерней компанией Bristol-Myers, которая в 1989 году объединилась со Squibb.
В 1992 году компания Bristol-Myers Squibb продала Drackett компании S.C. Johnson & Son, после чего Федеральная торговая комиссия обязала S.C. Johnson отказаться от Renuzit и некоторых других продуктов в течение года и не покупать ни одну другую компанию, производящую освежители воздуха, в течение 10 лет. В следующем году S.C. Johnson продал Renuzit корпорации Dial. В 2004 году корпорация Dial стала дочерней компанией Henkel.